# Arte maya
El arte maya se refiere al arte material de la civilización maya que se desarrolló en el este y sureste de Mesoamérica a partir del Preclásico tardío (500 a. C. - 200 d. C.) y que floreció en el periodo Clásico (200 d. C. - 900 d. C.). Incluye estructuras arquitectónicas, esculturas de piedra, piezas de madera talladas, modelado de estuco, pinturas, murales, escritura y libros, cerámica, piedras preciosas y otros materiales de escultura y decoración corporal.
Existían muchos estilos artísticos regionales, que no siempre coincidieron con los límites cambiantes de las entidades políticas mayas. La cultura olmeca, tolteca y la de Teotihuacán tuvieron una influencia significativa en el arte maya.
El arte maya precolombina conoció una prolongada fase posclásica que terminó en el siglo XVI, cuando los trastornos asociados con la conquista española destruyeron la cultura cortesana maya y pusieron fin a su tradición artística. Las principales formas de arte tradicional que siguen en uso en la actualidad son la producción de tejidos y el diseño de las casas de los campesinos.

## Historia del arte maya
Después de las publicaciones del siglo XIX y principios del siglo XX sobre el arte maya y la arqueología por Stephens, Catherwood, Maudslay, Maler y Charnay, que por primera vez dieron acceso a fotografías y dibujos fiables de los principales monumentos del periodo Clásico maya, la publicación de 1913 de Herbert Spinden, A Study of Maya Art («Un estudio del arte maya») —hace más de un siglo— sentó las bases para el desarrollo posterior de la historia del arte maya, incluyendo la iconografía. El libro contiene un análisis de los temas y motivos presentes en el arte maya, particularmente los motivos ubicuos de la serpiente y el dragón, y una revisión del «arte material», como la composición de las fachadas, cresterías de techos y paneles de máscaras de los templos. Posteriormente, el tratamiento cronológico del arte maya por Spinden fue refinado por el análisis de motivos de Tatiana Proskouriakoff en su libro A Study of Classic Maya Sculpture («Un estudio de la escultura clásica maya») de 1950. El inventario de la iconografía maya de Kubler de 1969, que contiene un tratamiento de las «imágenes conmemorativas» de cada uno los sitios arqueológicos conocidos en la época, así como un tratamiento de las imágenes rituales y míticas (como el «signo triádico»), concluyó un período de aumento gradual de conocimiento que pronto iba a ser eclipsado por los nuevos desarrollos.
A partir de la década de 1970, la historiografía de los reinos mayas —en primer lugar la de Palenque— llegó a ocupar el primer plano. La interpretación histórica-artística se unió al enfoque histórico abogado por Proskouriakoff, así como el enfoque mitológico iniciado por M.D. Coe, con Linda Schele, una profesora de arte, como su fuerza impulsora. Interpretaciones seminales del arte maya se encuentran en toda la obra de Schele, y particularmente en The Blood of Kings («La sangre de los reyes»), escrito junto con la historiadora de arte M. Miller. La historia del arte maya también fue impulsado por el gran incremento en la disponibilidad de imaginería escultórica y cerámica, debido, por un lado, a extensas excavaciones arqueológicas, y, por el otro, a saqueos en una escala sin precedentes. Desde 1973, M. D. Coe publicó una serie de libros con imágenes e interpretaciones de vasos mayas, hasta entonces desconocidos, utilizando el mito de los gemelos heroicos del Popol Vuh como modelo explicativo. En 1981, Robicsek y Hales añadieron un inventario y clasificación de vasos mayas pintados en estilo códice, revelando aún más del mundo espiritual maya, que hasta entonces era poco conocido.
En cuanto al desarrollo posterior, varios temas importantes en el trabajo iconográfico de Schele han sido elaborados por Karl Taube. Nuevos enfoques en los estudios del arte maya incluyen estudios de los antiguos talleres de cerámica maya, la representación de la experiencia del cuerpo y de los sentidos en el arte maya,  y de los glifos mayas, considerados como unidades iconográficas. Entre tanto, sigue creciendo el número de monografías dedicadas al arte monumental de cortes específicos.  El catálogo de la exposición Courtly Art of the Ancient Maya (2004), «Arte cortesano de los antiguos mayas», da una buena impresión de los estudios estadounidenses y mexicanos recientes de la historia del arte maya.

## Arquitectura

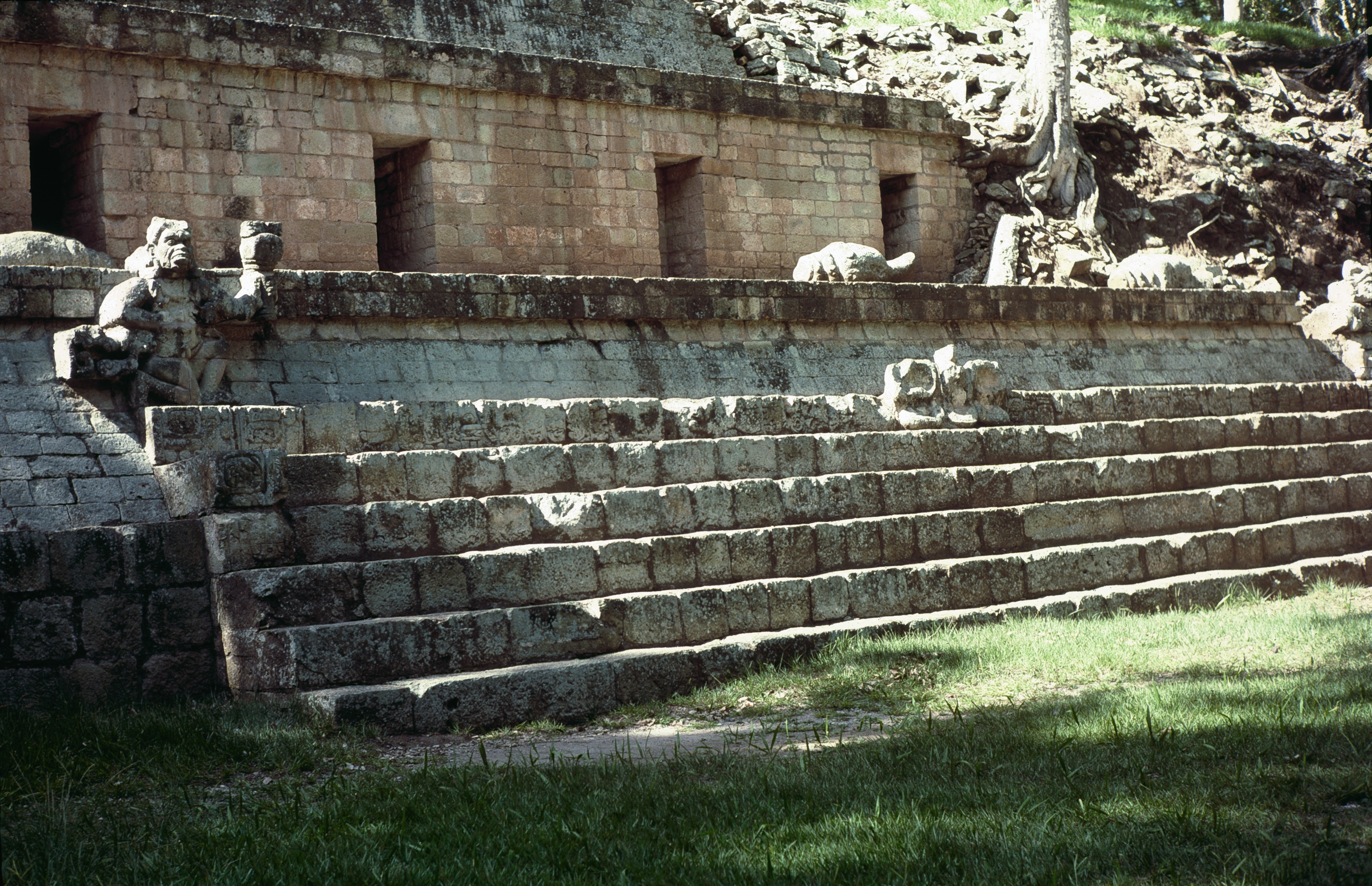
Esculturas en la plaza occidental de Copán.

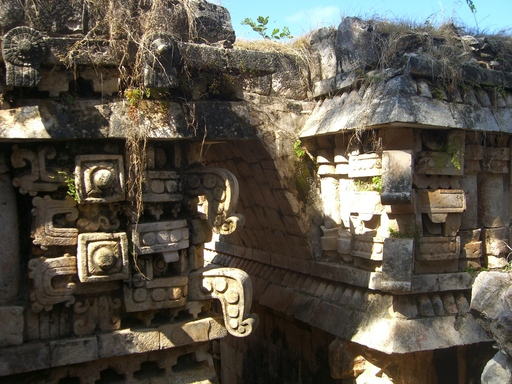
Pasaje abovedado de un palacio en Labná, estilo Puuc.

La arquitectura maya presenta numerosas variaciones regionales ,pero también unas de sus características comunes y de las más destacables es el diseño urbanístico de los centros ceremoniales de los edificios principales (templos, palacios y juegos de pelota) se agruparon en torno a plazas amplias que sobresalían por su altura respecto a las demás construcciones como los templos-pirámides, las fachadas de los templos y palacios fueron adornadas con grandes mascarones de piedra tallada o estuco que fueron evolucionando con el tiempo hacia formas más estilizadas es más notable asimismo como el uso de las cresterías (muros de piedra ornamentados que rematan con las estructura)
El diseño de los asentamientos y las ciudades mayas, y más particularmente el de los centros ceremoniales donde residían las familias reales y cortesanas, se caracteriza por el ritmo de los extensos pisos de estuco de las plazas, a menudo situados en diferentes niveles, conectados por escaleras anchas y a menudo empinadas, y dominadas por templos piramidales. Bajo los reinados sucesivos, los principales edificios fueron ampliados con la adición de nuevas capas de relleno con revestimiento de estuco. Los embalses, canales de riego y drenajes componían la infraestructura hidráulica. Fuera del centro ceremonial sobre todo en la zona sur de la región maya, a veces parecido a un acrópolis se encontraban las estructuras de los nobles menores, los templos más pequeños y santuarios individuales, rodeados por las casas de la población común. Desde los centros ceremoniales, calzadas (sacbé), que se asemejaron a diques, se extendieron a otros núcleos de población. En acuerdo con el concepto del «Estado teatro» (Geertz), parece haberse dado mayor atención a la estética que a la solidez de la construcción. Sin embargo, una cuidadosa atención fue dado a la orientación direccional de la construcción.
Los principales tipos de estructuras arquitectónicas incluyen:
- Plataformas ceremoniales, generalmente con una altura de menos de 4 metros.
- Plazas y palacios.
- Otros edificios residenciales, tales como casas de escribas,[13] y una posible casa de consejo en Copán.
- Templos y templos piramidales, los últimos a menudo con sepulturas o relleno en su base, con santuarios en la parte superior. Un ejemplo notable es la concentración de templos funerarios dinásticos en el Acrópolis Norte de Tikal.
- Campos del juego de pelota.

Los principales conjuntos estructurales incluyen:
- Pirámides triádicas, que se componen de una estructura dominante flanqueada por dos edificios menores orientados hacia el interior, todos montados sobre la misma plataforma basal;
- Grupos E, que se componen de una plataforma cuadrada con una pirámide baja de cuatro escalones en el lado occidendal, y una estructura alargada o, alternativamente, tres pequeñas estructuras en el lado oriental;
- Conjuntos de pirámides gemelas, con pirámides escalonadas idénticas, de cuatro escalones, que aparecen en los lados este y oeste de una pequeña plaza; un edificio con nueve entradas en el lado sur; y un pequeño recinto en el lado norte donde se encuentra una estela esculpida con su altar, conmemorando la ceremonia de final de katún (k'atun) llevada a cabo por el rey.

En los palacios y las salas de los templos, se aplicó frecuentemente el falso arco. Aunque el falso arco no es un medio eficaz para aumentar el espacio interior, ya que requiere gruesos muros de piedra para soportar el techo alto, en algunos templos se utilizaron arcos repetidos, o una falsa bóveda, para construir el santuario interior, como en el Templo de la Cruz de Palenque.
La arquitectura clásica del área septentrional (Campeche y Yucatán) muestra características propias asociadas con los estilos Puuc, Chenes y Río Bec. Se caracteriza por la estilización geométrica de la decoración; el apilamiento de hocicos del dios de la lluvia para construir fachadas; la construcción de portales en forma de boca de serpiente; y también, en el área de Río Bec, el uso de falsos templos piramidales. El sitio más importante del estilo Puuc es Uxmal. Chichén Itzá, que dominaba el Yucatán desde el Clásico Tardío hasta el siglo XII, presenta edificios clásicos de estilo Puuc y Chenes, así como tipos de edificios posclásicos de origen mexicano, como la pirámide radial de cuatro escaleras, la sala con columnas y el templo circular. Estas últimas características fueron heredadas por el reino de Mayapán.

## Escultura de piedra

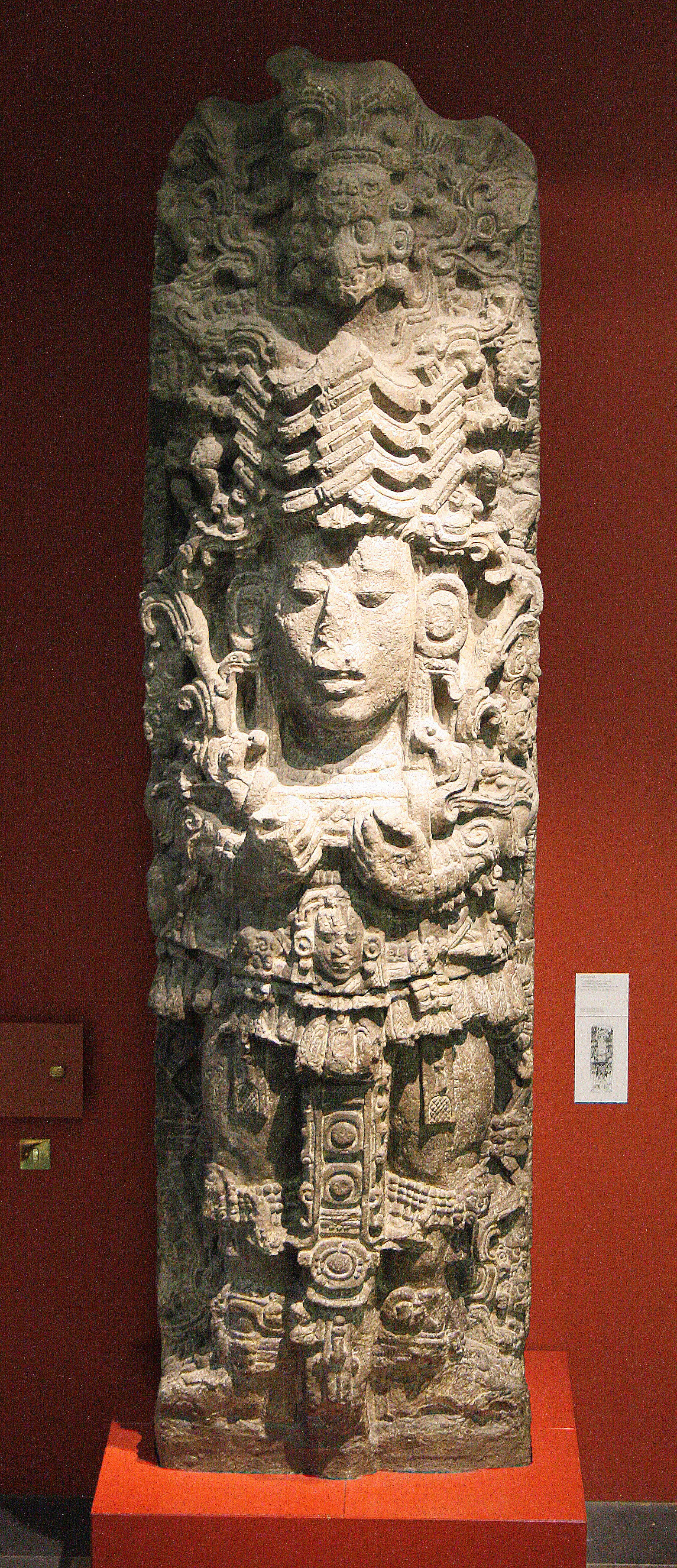
Estela A de Copán, molde de Maudslay.

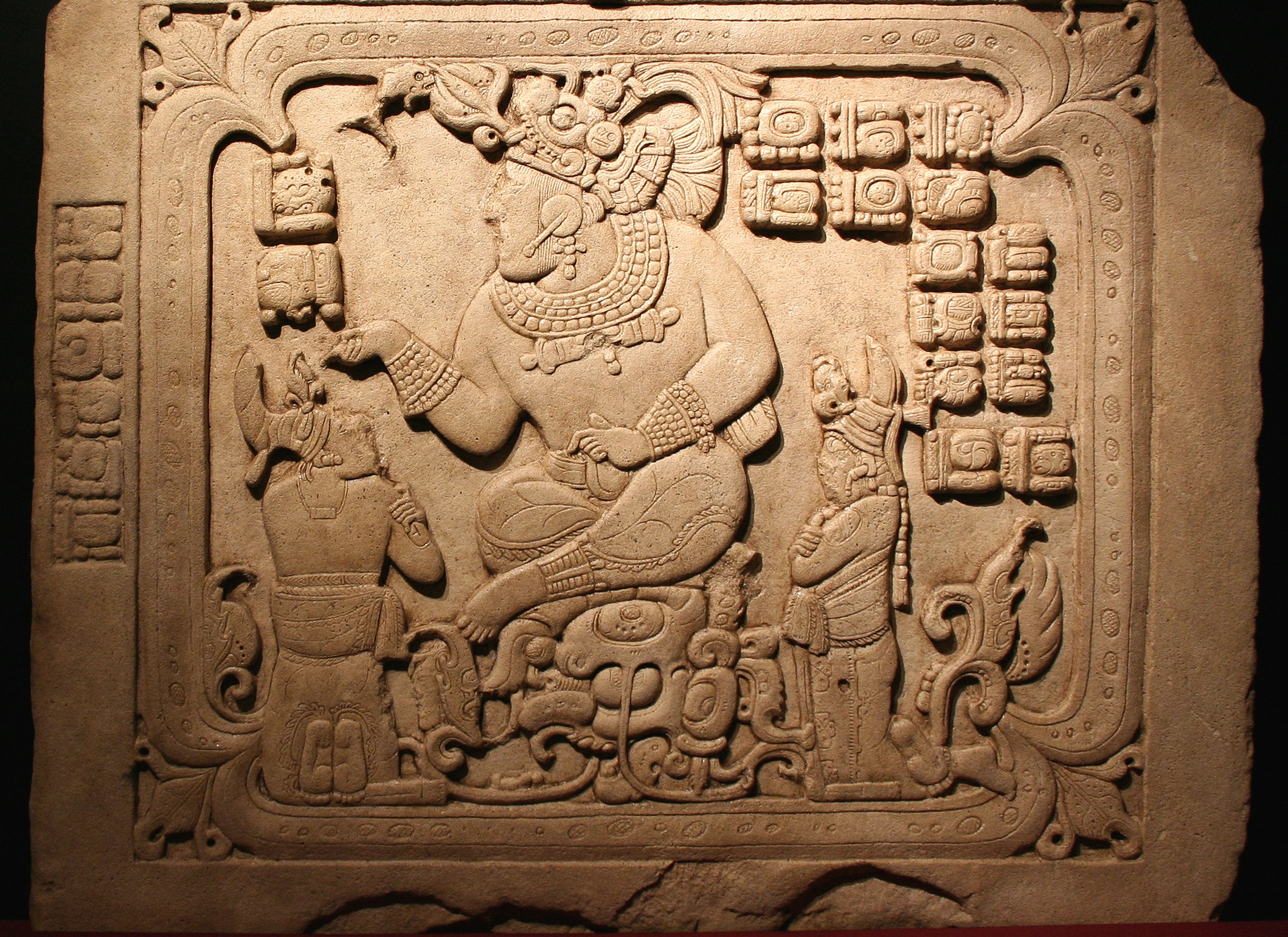
Panel 3 de Cancuén, rey sentado con dos subordinados. Segunda mitad del.

El principal estilo escultórico Preclásico del área maya era él de Izapa, una extensa localidad en la costa del Pacífico, donde se encontraron muchas estelas y altares (en forma de rana) que incluyen motivos también presentes en el arte olmeca. Las estelas, en su mayoría sin inscripciones, a menudo muestran temas mitológicos y narrativos, algunos de los cuales parecen relacionarse con el mito de los gemelos heroicos del Popol Vuh. Sin embargo, sigue incierto si los habitantes de Izapa eran mayas, en términos étnicos. 
Los principales tipos de escultura de piedra del período Clásico son los siguientes:
- Estelas; largas losas de piedra, generalmente talladas y con inscripciones, y a menudo acompañadas de altares circulares. Característico del periodo Clásico es que la mayoría llevaba representaciones de los gobernantes de las ciudades donde se encontraban, a menudo representados como dioses. Bien que las caras de los gobernantes, particularmente durante el período Clásico Tardío, tienen un estilo naturalista, por lo general no muestran rasgos individuales, con algunas excepciones notables, como Estela 35 de Piedras Negras. Las estelas más destacadas son las de Copán y Quiriguá. Son excepcionales por su intricado detalle, y las de Quiriguá también por su altura; por ejemplo, Estela E de Quiriguá mide más de 7 metros sobre el nivel del suelo y se extiende 3 metros bajo el suelo. Las estelas de Copán y Toniná suelen ser talladas tanto por el frente como los lados. En Palenque, si bien un importante centro de arte maya, no se preservó ninguna estela notable.

- Dinteles que abarcan las entradas de edificios. Yaxchilán en particular es conocido por el gran número de dinteles en relieve profundo, de los cuales algunos de los más famosos muestran encuentros con ancestros divinizados o, tal vez, deidades locales.[16]

- Paneles y tableros, colocados en las paredes, los pilares de edificios y los lados de las plataformas. Palenque en particular es famoso por los grandes tableros que adornan el interior de los santuarios de los templos del Grupo de las Cruces, y por el refinamiento de obras maestras como el «Tablero del Palacio» y el «Tablero de los esclavos», así como los paneles de las plataformas de los templos XIX y XXI.[17] La lápida de piedra tallada del sarcófago del rey K'inich Janaab' Pakal también puede ser incluida en esta categoría.

- Altares circulares o rectangulares, a veces soportados por tres o cuatro piedras de canto rodado. Pueden ser total o parcialmente figurativos, como por ejemplo, el «altar tortuga» de Copán, o pueden tener una imagen en relieve en la parte superior, que a veces consiste en un solo símbolo para el día Ajaw, como por ejemplo en El Caracol y Toniná.[18]

- Zoomorfos; grandes rocas esculpidas, cuya forma se asemeja a un animal, cubiertas de una ornamentación elaborada. Al parecer, los zoomorfos están restringidos al reino de Quiriguá durante el período clásico tardío;[19] fueron posiblemente utilizados como altares.

- Marcadores del juego de pelota; relieves redondeados colocados en el eje central del campo de juego de pelota (como los de Copán, Chinkultic y Toniná), que por lo general muestran escenas del juego de pelota real.

- Tronos de piedra con un asiento cuadrado ancho y un respaldo a veces tallado con representaciones de figuras humanas. Unos ejemplos de Palenque y Copán tienen soportes que representan a las deidades portadores cosmológicos (Bacab, Chaak).

- Escultura de bulto redondo se conoce especialmente de Copán y Toniná. Está representada por la estatuaria, como un escriba sentado de Copán y por ciertos personajes cautivos y pequeñas estelas de Toniná; por elementos arquitectónicos figurativos, como los veinte dioses del maíz de la fachada del templo 22 de Copán;[20] y por esculturas muy grandes que eran parte integral del diseño arquitectónico, como los jaguares y los músicos simios de Copán.

## Talla de madera

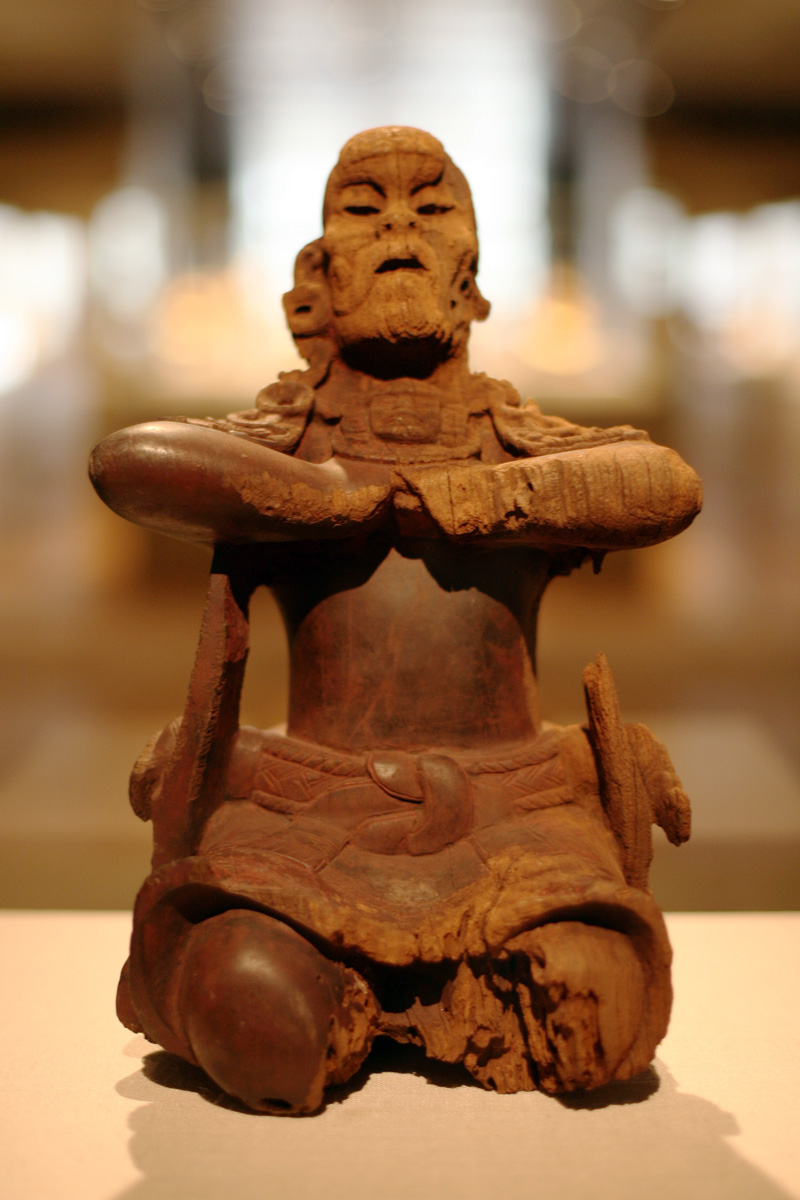
Figura de madera, posible soporte de espejo,.

Aunque se cree que las tallas de madera eran comunes en el pasado, solo unos pocos ejemplos han sobrevivido. La mayoría de las tallas de madera del siglo XVI fueron consideradas objetos de idolatría y destruidas por las autoridades coloniales españolas. Los ejemplos más importantes del periodo Clásico incluyen dinteles de madera intrincadamente trabajado, en particular los provenientes de los principales santuarios piramidales de Tikal, y un ejemplar del yacimiento cercano de El Zotz.

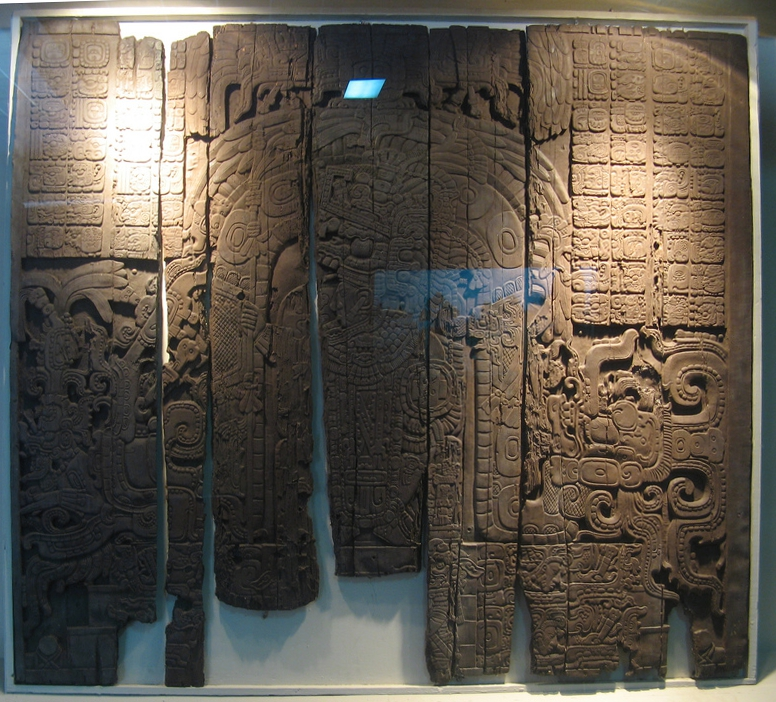
Dintel 3 del Templo de la Serpiente Bicéfala en Tikal.

Los relieves de madera de Tikal, cada uno formado por varias vigas, datan del siglo VIII y muestran un rey en su asiento con una figura protectora en el fondo en la forma de una «serpiente de guerra» en estilo de Teotihuacán (dintel 2 del Templo I), un jaguar (dintel 3 del templo I), o una representación humana del dios jaguar del fuego terrestre (dintel 2 del Templo IV). Otros dinteles de Tikal representan un rey obeso, llevando un vestido de jaguar, de pie delante de su asiento (dintel 2 del Templo III); y, el más famoso, un rey victorioso, vestido como un dios de la muerte astral, de pie sobre un palanquín debajo de la figura arqueando de una serpiente emplumada (dintel 3 del Templo IV). Un raro ejemplo de un objeto utilitario es la diminuta Caja de Tortuguero cubierta con una larga inscripción jeroglífica. Entre la escultura libre en madera, destaca la figura dignificada de un hombre sentado, que data del siglo VI, y que posiblemente fungía como el soporte para un espejo.

## Modelado de estuco

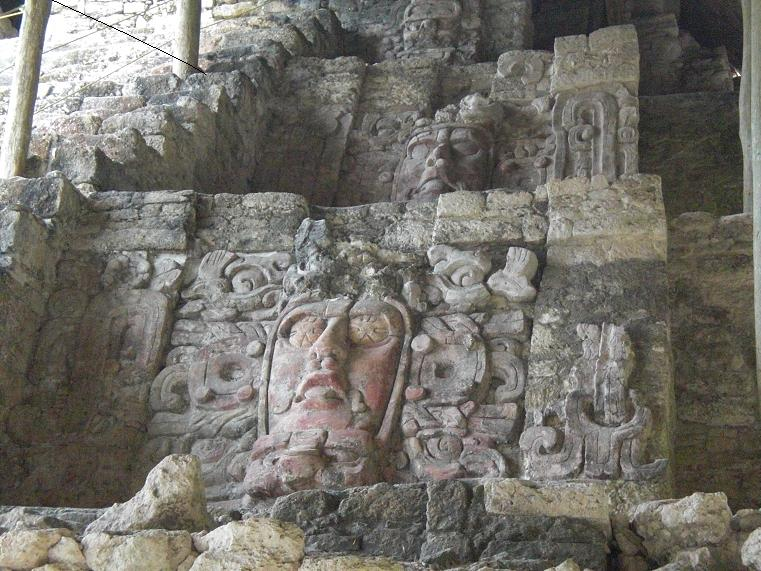
Paneles de máscaras de estuco, Clásico Temprano, Kohunlich.

Hacia el Preclásico Tardío, las molduras pintadas de estuco de yeso cubrían los suelos y edificios de los centros de las ciudades y formaron el escenario para sus esculturas de piedra. A menudo, grandes paneles de máscaras, con modelados en alto relieve de las cabezas de deidades (en particular de las deidades del sol, la lluvia y la tierra), se unieron a las paredes de contención inclinadas que flanquean las escalinatas de las plataformas de los templos (por ejemplo, Kohunlich).
El modelado de estuco y los relieves pueden cubrir hasta un edificio completo, como el Templo de Rosalila de Copán que data del siglo VI. Tiene fachadas enyesadas bien conservadas, con sus colores originales, y está dedicado al primer rey de Copán, Yax K'uk' Mo'.
Los frisos, paredes, pilares y cresterías de estuco del Preclásico Tardío y del Clásico tienen distintos programas decorativos, a veces con un simbolismo complicado.
Se utilizaron varias soluciones para dividir y ordenar las superficies de estuco de los edificios, incluyendo la construcción en serie. Las paredes del «Templo del Sol Nocturno» en El Zotz, que data del Clásico Temprano, se componen de una serie de paneles de máscaras de deidades con variaciones sutiles, mientras que el friso de un palacio Balamkú, también del Clásico Temprano, tenía originalmente una serie de representaciones de cuatro gobernantes sentados sobre las bocas abiertas serpentiformes de cuatro animales diferentes (incluyendo un sapo) asociados con montañas simbólicas.
Alternativamente los frisos pueden estar centrados en un solo gobernante, también sentado en una montaña simbólica (llena de maíz), como se puede observar en un friso de Holmul, con dos serpientes emplumadas que emanan debajo del asiento del gobernante, y otro friso, de Xultun, en el cual el gobernante lleva una gran barra ceremonial con figuras emergentes que parecen jaguares. Un friso del templo de Placeres, Quintana Roo, que data del Clásico Temprano, tiene un gran panel de máscara con un señor o deidad joven en el medio, y dos deidades «abuelo» (mam) laterales que extienden sus brazos.
Los frisos a menudo están divididos en compartimientos. Por ejemplo, un friso de El Mirador, que data del Preclásico Tardío, muestra los espacios intermedios del cuerpo de una serpiente ondulante rellenados con aves acuáticas, y secciones de una banda acuática abajo con figuras que nadan. Asimismo, un friso del Clásico de un palacio en Acanceh está dividido en paneles con representaciones de diferentes figuras de animales que evocan a los wayob, mientras que una pared en Toniná muestra campos en forma de rombo que sugieren un andamio y que presentan escenas narrativas continuas que se relacionan con el sacrificio humano.

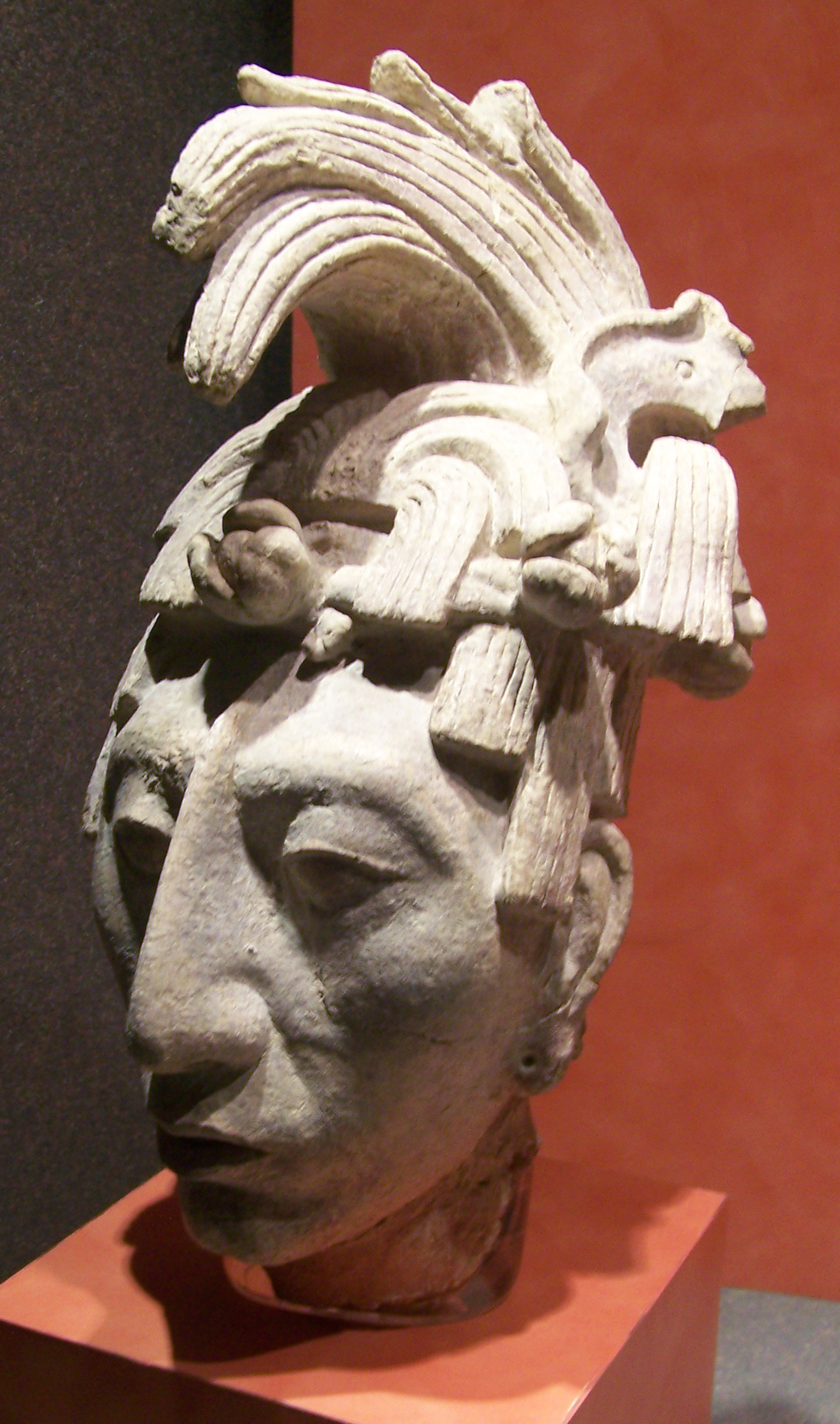
Retrato de estuco del rey K'inich Janaab' Pakal de Palenque.

Las cresterías enyesadas de los templos son semejantes a algunos de los frisos antemencionados en el sentido de que por lo general muestran grandes representaciones de gobernantes, que a su vez pueden estar sentados en una montaña simbólica, y que pueden estar situados dentro de un marco cosmológico, como en el caso del Templo del Sol de Palenque.
Otros ejemplos de modelado de estuco que datan del periodo Clásico incluyen los pilares del Palacio de Palenque, adornados con una serie de representaciones de señores y señoras en traje ritual, así como la entrada de estuco en el estilo «barroco» de Chenes, que data del Clásico Tardío, que muestra figuras humanas naturalistas en la Acrópolis (Str. 1) de Ek'Balam.
El modelado de estuco del período Clásico incluye retratos realistas de una calidad equivalente a la de los antiguos romanos, como lo demuestran los ejemplos destacados de los retratos de estuco de tamaño natural de los gobernantes de Palenque y los de dignatarios de Toniná. Algunos de estos retratos de cabezas eran parte de figuras de estuco de tamaño natural que adornaban las cresterías de los templos. El modelado de retratos es también reminiscente de ciertas figurillas de cerámica de Jaina.

## Pintura mural

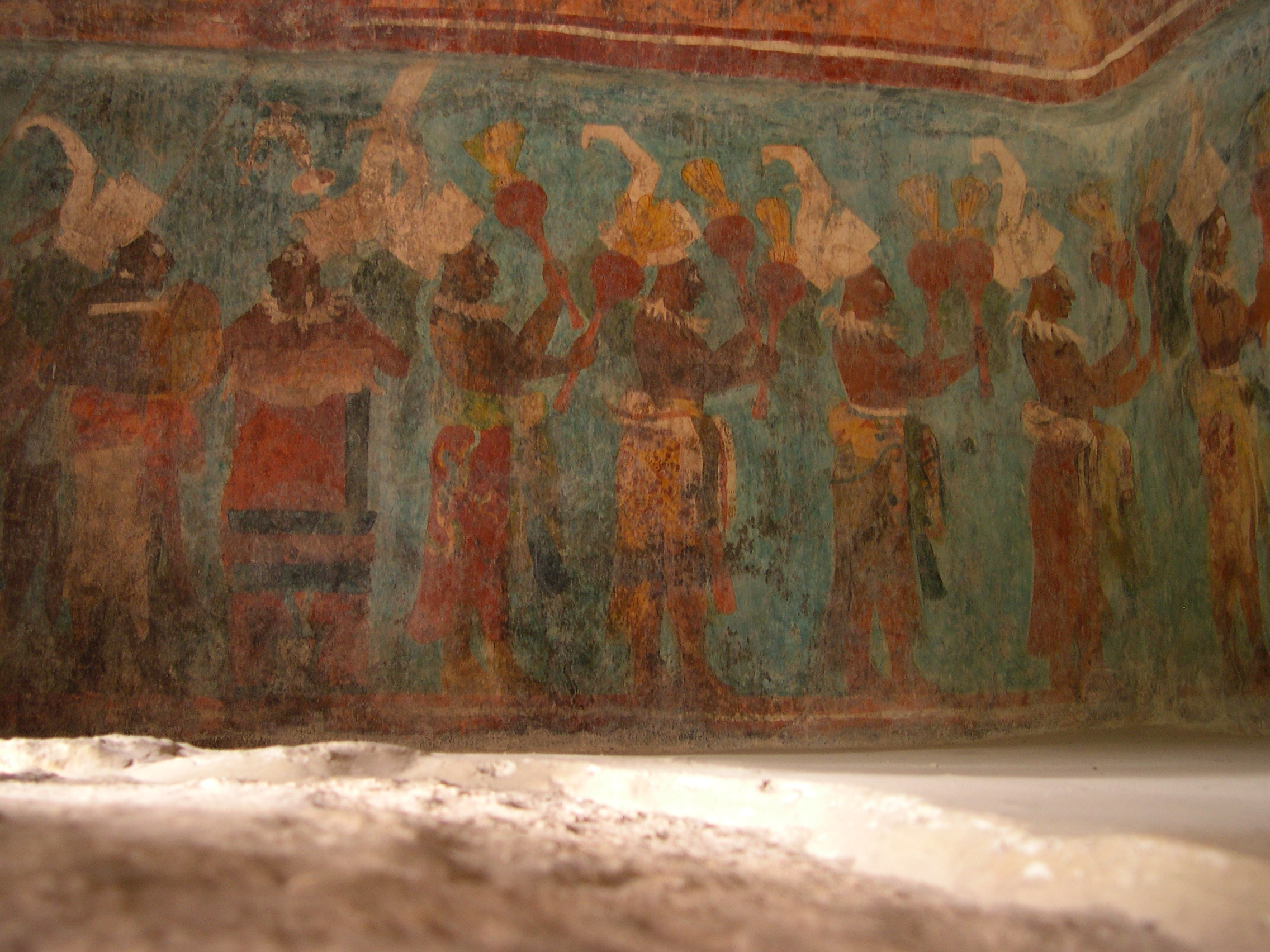
Mural 1 de Bonampak, pared oriental: músicos.

A pesar de que relativamente pocas pinturas mayas hayan sobrevivido intactas hasta nuestros días, debido al clima húmedo de las tierras bajas de América Central, se han encontrado restos importantes en casi todas las principales residencias cortesanas, especialmente en subestructuras que fueron ocultadas bajo adiciones arquitectónicas posteriores. Las pinturas murales pueden incluir motivos que muestran cierta repetitividad, como los símbolos de flores, con variaciones sutiles, en las paredes de la Casa E del Palacio de Palenque; escenas de la vida cotidiana, como en uno de los edificios que rodean la plaza central de Calakmul y en un palacio de Chilonche; o escenas rituales que incluyen representaciones de deidades, como en los murales de los templos postclásicos de Yucatán y la costa este de Belice (Tankah, Tulum, Santa Rita).

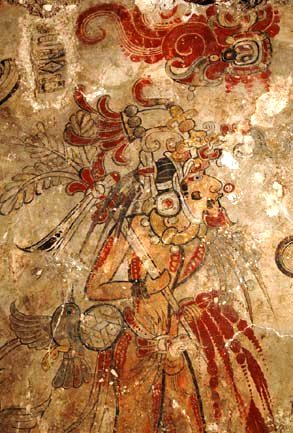
Mural de San Bartolo: El rey como Hunahpú.

También pueden evidenciar un carácter más narrativo, por lo general con los «subtítulos» glíficos incluidos. Los murales multicolores de Bonampak, por ejemplo, que datan de 790 d. C. y que se extienden por las paredes y bóvedas de tres habitaciones adyacentes, muestran espectaculares escenas de la nobleza, batalla y sacrificio, así como un grupo de personificaciones rituales en medio de una fila de músicos.
Los murales de San Bartolo, que datan de 100 a. C. se refieren a los mitos del dios maya del maíz y el héroe gemelo Hunahpú, y representan una doble entronización; a pesar de que antedata la época clásica por varios siglos, el estilo ya está totalmente desarrollado, con colores sutiles y tenues en comparación con los de Bonampak o Calakmul. En una sala de Cacaxtla en el centro-oriente de México, fuera de la región maya, se encontraron murales pintados en un estilo maya predominantemente Clásico, con colores a menudo muy marcados, que se extienden sobre más de 20 metros y que incluyen una escena de combate feroz; las figuras de dos señores mayas, de pie sobre serpientes; y un campo de maíz y cacao con regadío, visitado por la deidad de los comerciantes.
La pintura mural también se produce en los remates de bóvedas, en las tumbas (por ejemplo, Río Azul), y en las cuevas (por ejemplo, Naj Tunich), generalmente ejecutado en negro sobre una superficie blanquecina, a veces con el uso adicional de pintura roja. Los remates de bóvedas de Yucatán a menudo muestran una representación de la deidad del rayo entronizada, K'awiil (por ejemplo, Ek 'Balam).
Un color azul turquesa brillante, conocido como «azul maya», se ha conservado a lo largo de los siglos por sus características químicas únicas; este color está presente en Bonampak, Cacaxtla, Jaina, El Tajín, e incluso en algunos conventos coloniales. El uso del azul maya continuó hasta el siglo XVI, cuando se perdió la técnica.
En estas pinturas fueron plasmadas una gran variedad de temas que cuenta la complejidad de la cultura maya.

## Escritura y libros

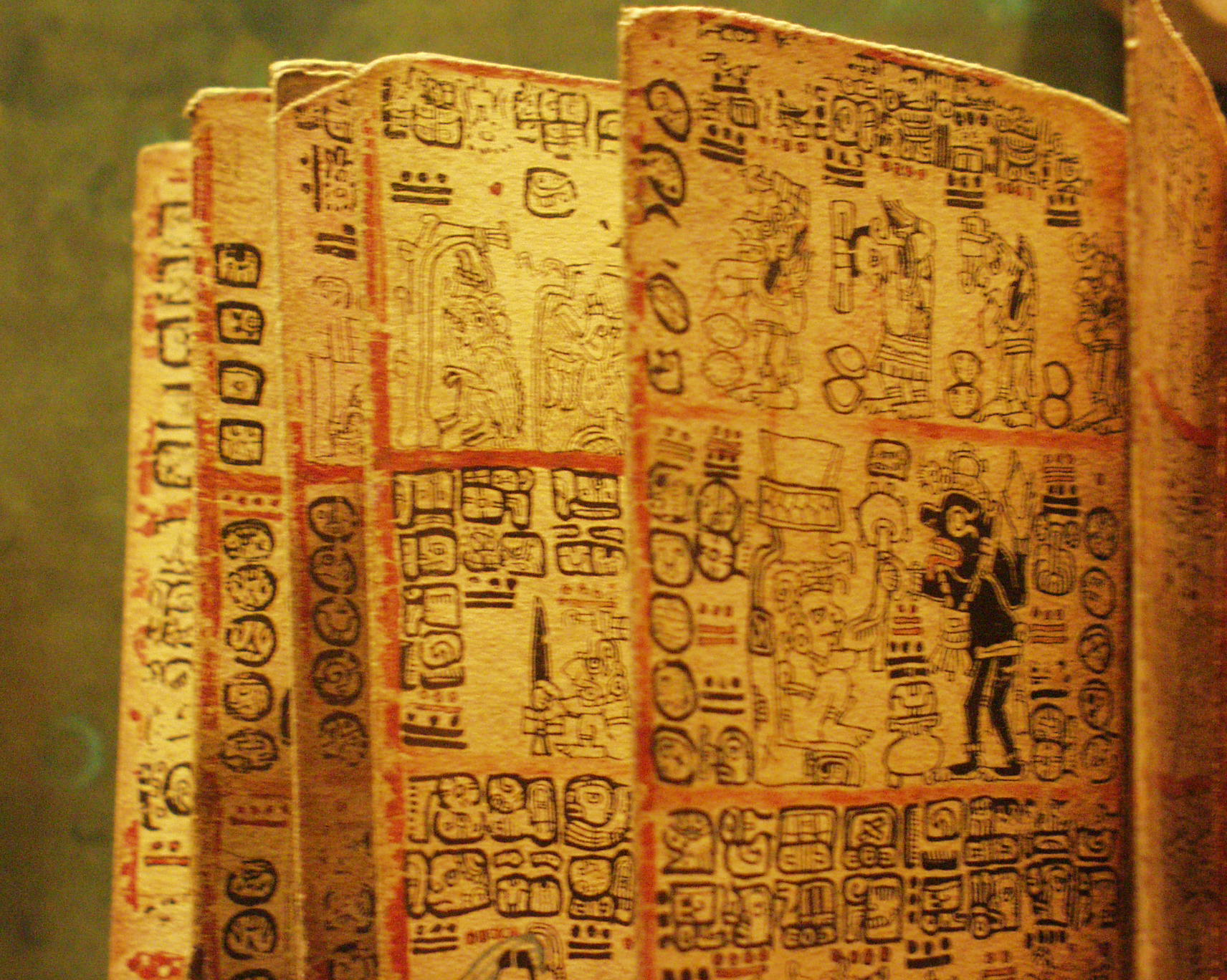
Códice de Madrid.

El sistema de escritura maya se compone de alrededor de 1000 caracteres o glifos distintos, y al igual que muchos sistemas de escritura antiguos es una mezcla de signos silábicos y logogramas. Esta escritura estaba en uso desde el siglo III a. C. hasta poco después de la conquista española en el siglo XVI. Actualmente (2018), se ha logrado descifrar una parte considerable de los caracteres, pero no siempre se conoce su significado y configuración como texto. Los libros eran plegados y consistían en hojas de papel producido de corteza o de piel, recubiertas de una capa de estuco adhesivo en el que escribir; estaban protegidos por cubiertas de piel de jaguar o, posiblemente, tablas de madera.
Puesto que cada adivinador probablemente necesitaba un libro, se cree que puede haber existido un gran número de libros. Actualmente, solo se conservan tres libros mayas del Posclásico: los códices de Dresde, París y Madrid. Un cuarto libro, el Grolier, es maya-tolteca más bien que maya; aparte de signos calendáricos, no contiene texto. Fragmentario y de pésima calidad artística, muestra muchas anomalías, razón por la cual su autenticidad ha permanecido en duda durante mucho tiempo. La mayor parte de los códices tiene un contenido de carácter adivinatorio y sacerdotal, almanaques con tablas astrológicas, y programas de rituales; el códice de París también incluye profecías de katun. Se prestó gran atención a un equilibrio armonioso de los textos y las ilustraciones (parcialmente coloridas).
Además de los textos incluidos en los códices, existía una escritura cursiva con un carácter más dinámico, que se encuentra en pinturas murales y en la cerámica, y que fue imitada en piedra en paneles de Palenque (como el «Tablero de los 96 glifos»). A menudo, los textos están encerrados en «cajas» cuadradas de diversas formas dentro de la representación. Las pinturas murales también pueden consistir enteramente de textos (Ek 'Balam, Naj Tunich), o, más raramente, de cálculos astrológicos (Xultun); estos textos, a veces escritos en una superficie de estuco blanco, y ejecutados con especial cuidado y elegancia, se parecen a ampliaciones de páginas de libros.
Los glifos son omnipresentes y fueron escritos en todas las superficies disponibles, incluyendo el cuerpo humano. Los glifos en sí son muy detallados, y en particular los logogramas son engañosamente realistas. Desde un punto de vista histórico-artístico, los glifos pueden ser visto como motivos de arte. Consiguientemente, escultores de Copán y Quiriguá se sintieron libres para convertir elementos glíficos y signos calendáricos en escenas dramáticas muy animadas en miniatura («glifos de figura completa»).

## Cerámica y «estilo códice»

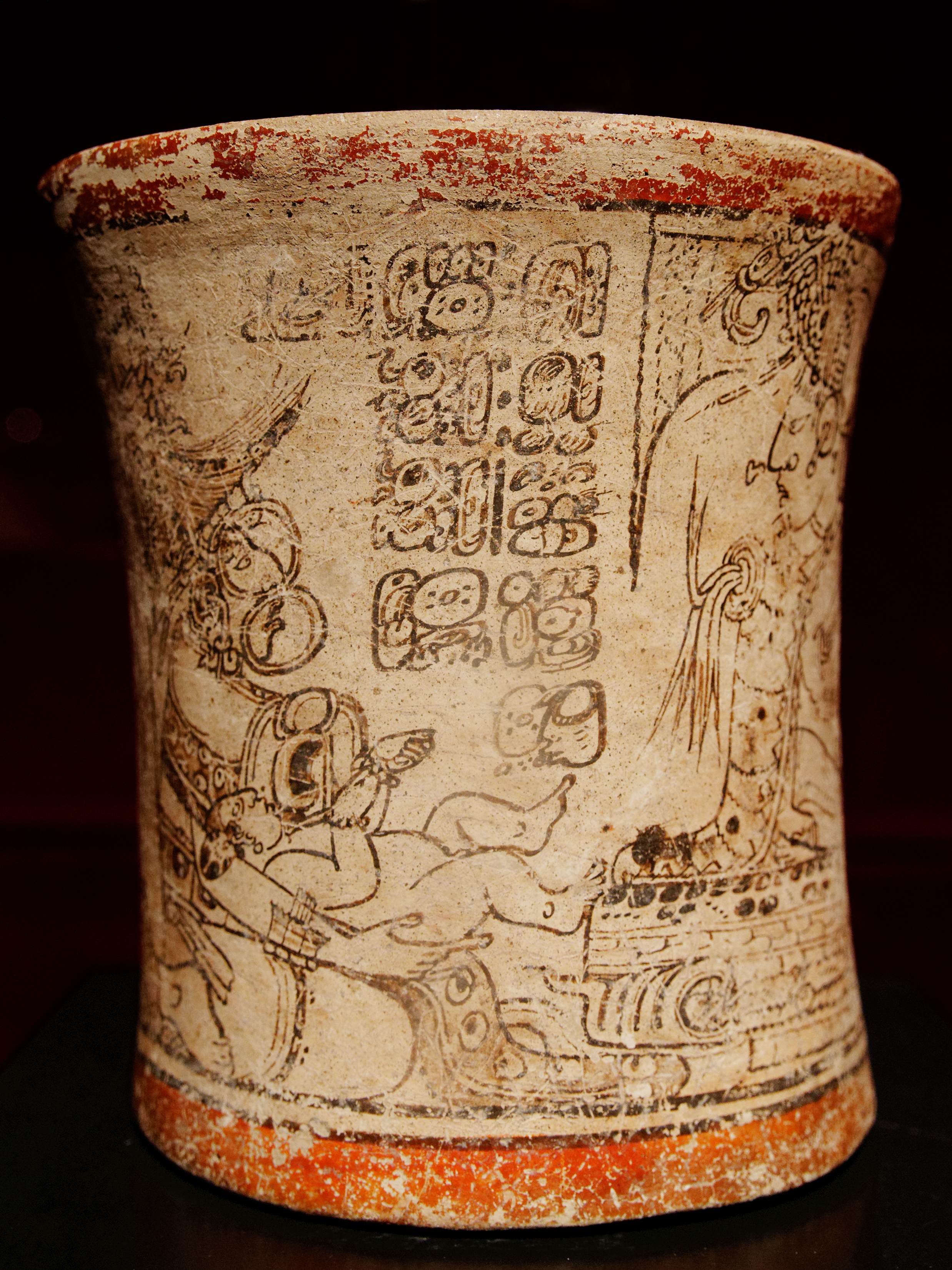
Ritual cortesano en un recipiente cilíndrico de «estilo códice».

A diferencia de la cerámica de uso común, encontrada en grandes cantidades entre los escombros de los yacimientos arqueológicos, la mayoría de la cerámica decorada (vasos cilindros, platos con tapa, floreros, copas) fue una vez «moneda social» entre la nobleza maya y conservada como reliquías de familia, y también acompañó a los nobles en sus tumbas. La tradición aristocrática de las fiestas de intercambio de regalos y visitas ceremoniales, y la emulación que inevitablemente ocurrió durante estos intercambios, explican en gran medida el alto nivel artístico alcanzado en la época clásica.
Producida sin torno de alfarero, la cerámica decorada fue pintada con delicadeza, tallada en relieve, incisa, o sobre todo durante el periodo Clásico Temprano, estucada, aplicando la pintura a una superficie de arcilla húmeda, una técnica desarrollada para los frescos de Teotihuacán. Los objetos preciosos de cerámica fueron fabricados en numerosos talleres distribuidos por los reinos mayas; algunos de los objetos más famosos se asocian con el «estilo Chamá», el «estilo Holmul», el llamado «estilo Ik'», y, para la cerámica tallada, el «estilo Chocholá».
La decoración de las vasijas de cerámica presenta una gran variación, mostrando escenas de palacios, rituales cortesanos, mitología, glifos adivinatorios, e incluso textos dinásticos tomados de las crónicas, y sigue jugando un papel importante en la reconstrucción de la vida y creencias del mundo maya del periodo Clásico. Las escenas de cerámica y los textos pintados en negro y rojo sobre un fondo blanco, semejantes a las páginas de los libros plegados, se conocen como el «estilo códice»; la superposición glífica y pictórica con los tres códices mayas que se conservaron es, al menos hasta ahora, relativamente pequeña.

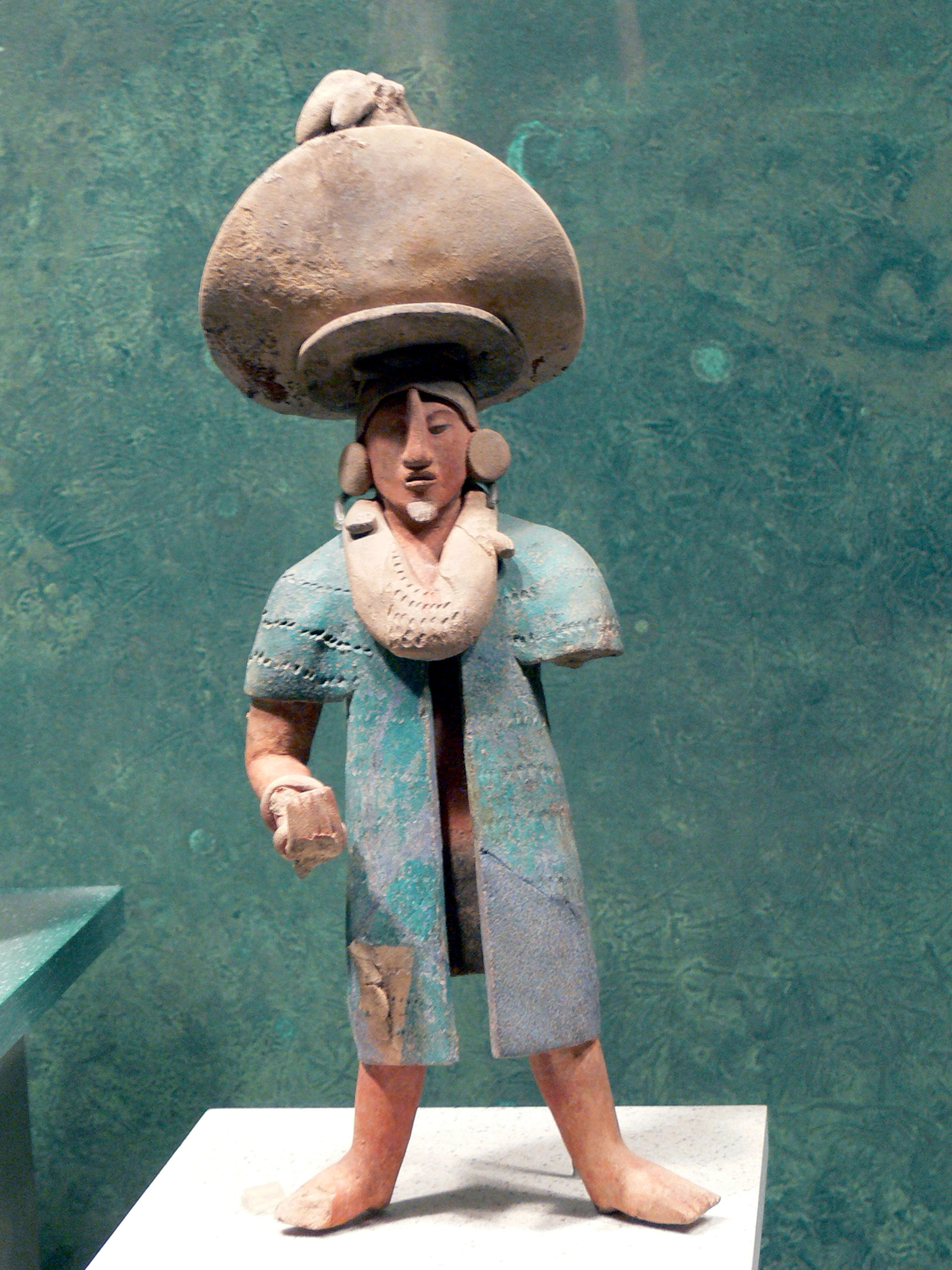
Noble, Jaina.

El arte de la cerámica escultórica incluye tazones del Clásico Temprano con tapas montadas por figuras humanas y animales; algunos de estos tazones, bruñidos negro, están entre las obras más destacadas del arte maya. 
La cerámica escultórica incluye además incensarios y urnas funerarias. Muy conocidos son los incensarios profusamente decorados del reino de Palenque del periodo Clásico, con la cara modelada de una deidad o de un rey unida a un cilindro alargado. La deidad representada con mayor frecuencia, asociada con el fuego terrestre, también adorna grandes urnas funerarias clásicas del departamento guatemalteco de El Quiché. Las efigías-incensario hecho en molde, asociadas especialmente con Mayapán del periodo Posclásico, representan deidades de pie, o personificaciones sacerdotales de deidades, a menudo llevando ofrendas.
Finalmente, las figurillas de cerámica, muchas de ellas hechas en molde y de una vivacidad y realismo excepcional, constituyen un género menor pero altamente informativo. Además de deidades, «personajes animales», gobernantes, y enanos, representan muchos otros personajes, incluso escenas tomadas de la vida cotidiana. Algunas de estas figurillas son ocarinas y pueden haber sido utilizado en rituales. Los ejemplos más impresionantes provienen de la Isla de Jaina.

## Piedras preciosas y otros materiales de escultura

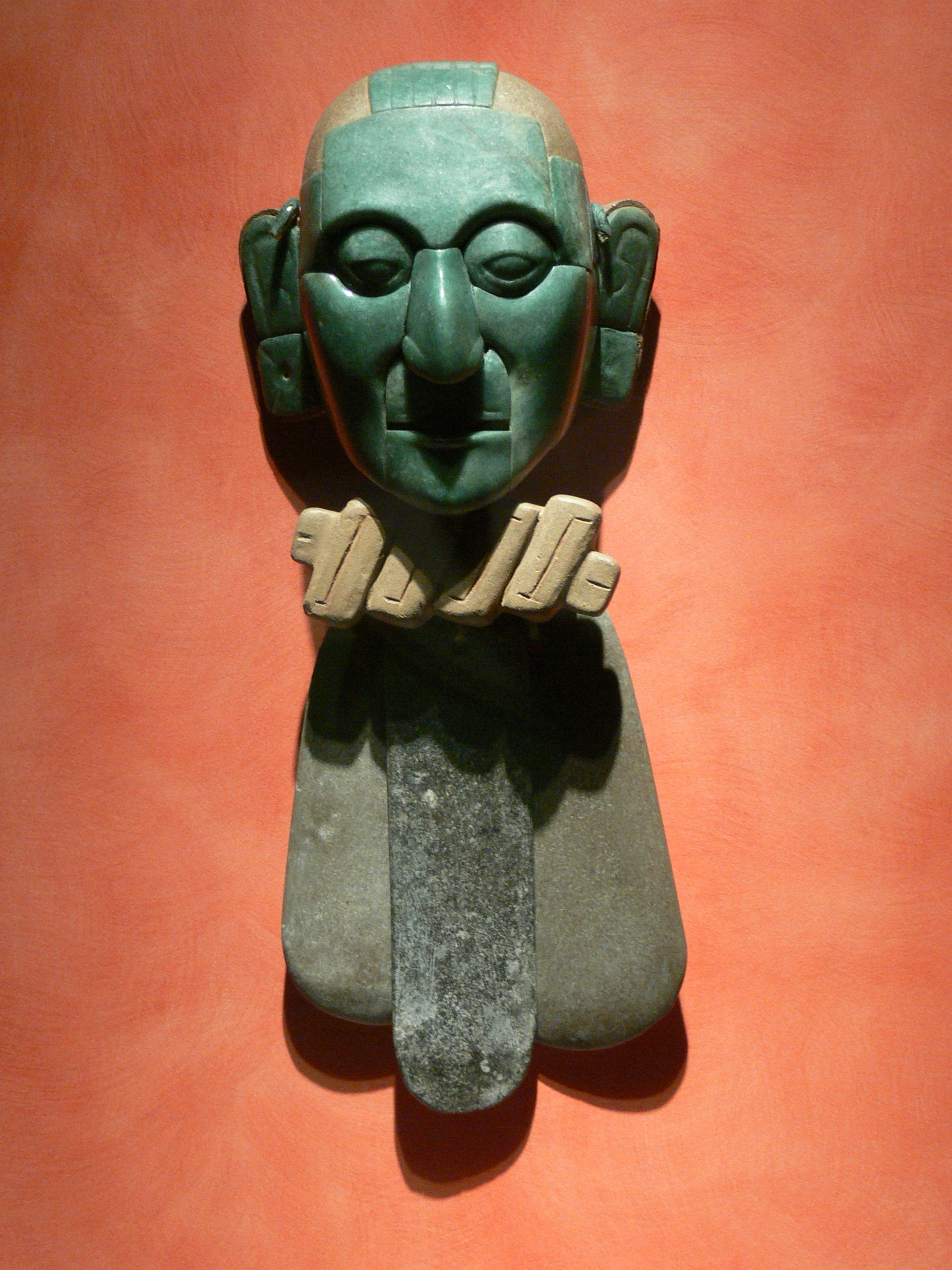
Conjunto de cinturón de jade con placas, provenientes de la tumba del rey Pakal de Palenque.

Es notable que los mayas, que no tenían herramientas de metal, crearon tantos objetos a partir de jade (jadeíta), un material muy grueso y denso, incluyendo muchos elementos del vestir  (reales), tales como placas de cinturón, orejeras, pendientes y máscaras. A veces las celtas (es decir, los adornos en forma de hachas) fueron grabados con una representación similar a la de la estela del gobernante, como la placa de Leiden que data del Clásico Temprano. El ejemplo mejor conocido de una máscara es probablemente la máscara mortuoria de K'inich Janaab' Pakal, el gobernante de Palenque, que se compone de placas o teselas de jade de forma irregular y ojos hecho de nácar y obsidiana; otra máscara mortuoria, que pertenece a una reina de Palenque, se compone de placas de malaquita. Del mismo modo, ciertos vasos cilíndricos de Tikal tienen una capa exterior de discos cuadrados de jade. Muchas esculturas de piedra tenían incrustaciones de jade.
Otros materiales esculpidos y grabados incluyen pedernal, conchas y huesos, que a menudo se hallaron en los escondites y entierros. Los llamados «pedernales excéntricos» son objetos ceremoniales, de uso incierto, que, en sus formas más elaboradas, tienen una forma alargada, por lo general con varias cabezas que se extienden en uno o ambos lados, que representan a veces la deidad del rayo (K'awiil), pero más a menudo un rayo antropomorfo con los rasgos del dios tonsurado del maíz. Las conchas se utilizaron para producir discos y otros elementos decorativos que muestran cabezas humanas, y posiblemente cabezas ancestrales y deidades; las trompetas hecho de conchas de carocoles marinos se decoraban de la misma manera. Los huesos humanos y animales se decoraban con símbolos y escenas incisos. Una colección de pequeños huesos tubulares modificados, que provienen de un entierro real del siglo VIII situado en el Templo del Gran Jaguar en Tikal, contiene algunos de los grabados más sutiles conocidos de los mayas, incluyendo varias escenas que muestran representaciones del dios del maíz tonsurado en una canoa.

## Artes aplicadas y decoración corporal
Los textiles de algodón del periodo Clásico no han sobrevivido, pero las representaciones en el arte maya proporcionan información detallada acerca de su apariencia y, en menor medida, su función social. Incluyen tejidos delicados usados como envolturas, cortinas y toldos en los palacios, y también prendas de vestir. Las técnicas de teñido pueden haber incluido el ikat. El traje cotidiano dependía de la posición social. Las mujeres nobles solían llevar vestidos largos, los hombres nobles fajas y taparrabos, dejando las piernas y la parte superior del cuerpo más o menos al descubierto, a menos que se usaban chaquetas o mantas. Tanto los hombres como las mujeres podían usar turbantes. Los trajes usados en ocasiones ceremoniales y durante las numerosas festividades eran exuberantes y expresivas; los tocados derivados de animales eran comunes. El traje más elaborado fue la vestidura formal del rey, tal como se representa en las estelas reales, con numerosos elementos con significado simbólico.
La cestería y el mimbre, que solo se conoce a partir de representaciones incidentales en el arte escultórico y cerámica, una vez debe haber sido omnipresente; el famoso motivo pop («estera») atestigua su importancia.
Las decoraciones corporales a menudo consistían en motivos pintados en la cara y el cuerpo, pero también podían tener un carácter más permanente y marcar las diferencias de edad y posición social. Las decoraciones permanentes incluyeron la deformación artificial del cráneo, el tatuaje de la cara, limar los dientes y añadir incrustaciones.

## Colecciones de museos

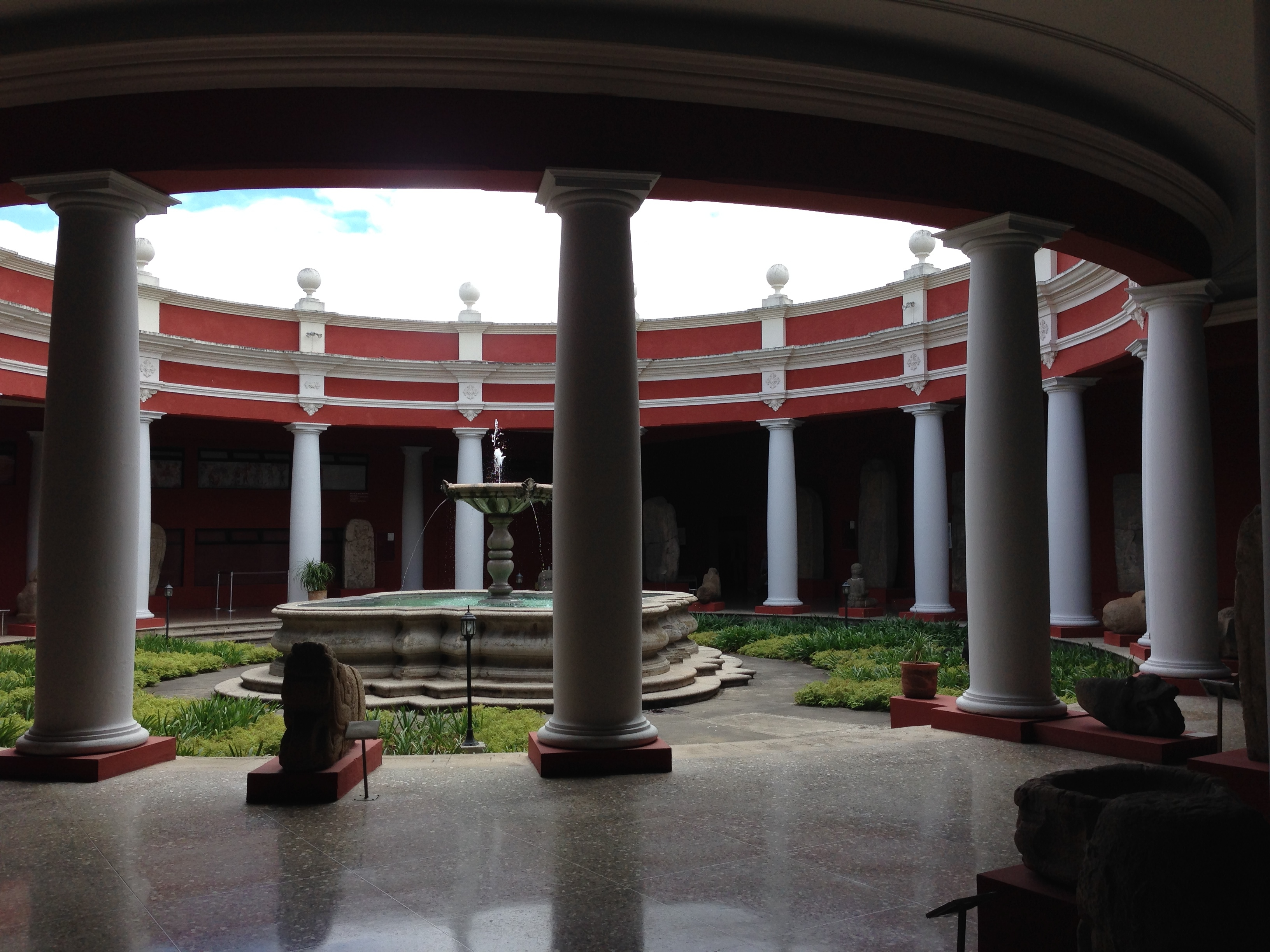
El Museo Nacional de Arqueología y Etnología, Ciudad de Guatemala.

Existe un gran número de museos que tienen artefactos mayas en sus colecciones. La Fundación para el Avance de los Estudios Mesoamericanos (FAMSI) incluye más de 250 museos en su base de datos sobre los museos con artefactos mayas, y la Asociación Europea de Mayistas (WAYEB) enumera unos 50 museos, solo en Europa. En Ciudad de México, el Museo Nacional de Antropología tiene una colección de artefactos mayas particularmente grande. Un número de museos regionales de México mantienen colecciones importantes, incluyendo el Museo de las Estelas «Román Piña Chan» en Campeche, el Museo Regional de Yucatán «Palacio Cantón» en Mérida, y el Museo Regional de Antropología «Carlos Pellicer Cámara» en Villahermosa, Tabasco.
En Guatemala, las colecciones más importantes son las del Museo Popol Vuh y Museo Nacional de Arqueología y Etnología, ambos ubicados en Ciudad de Guatemala.
Otros museos con colecciones notables de artefactos mayas incluyen el Museo Británico en Londres, el Museo Metropolitano de Arte en Nueva York, el Museo Peabody de Arqueología y Etnología en Cambridge, Massachusetts y el Museo de Arqueología y Antropología de la Universidad de Pensilvania.
El Museo de las Culturas de Basilea, Suiza, tiene un número de dinteles de madera de Tikal; el Museo Etnológico de Berlín, Alemania, tiene una extensa colección de artefactos mayas. En Bélgica, los Museos Reales de Arte e Historia en Bruselas albergan una importante colección. El Museo Field de Historia Natural en Chicago tiene una notable colección de cerámica maya, y el Museo de Arte de Cleveland en Ohio tiene una de las más extensas colecciones de artefactos mayas en los Estados Unidos. El Museo de América en Madrid alberga una gran colección de objetos de Palenque; es también el museo donde se conserva el Códice de Madrid. Otros museos europeos notables son el Museo Nacional de Etnología en Leiden, Países Bajos y el Museo Rietberg en Zúrich, Suiza.

## Artes escénicas mayas
- Baile maya
- Teatro bailado maya
- Música maya

## Puede que te interese
- Arte precolombino